# Vrå Kirke
Vrå kirke er bygget i 1100-tallet. Den ligger i ligger i Vrå Sogn – indtil Kommunalreformen i 1970 lå det i Børglum Herred (Hjørring Amt), men nu i Hjørring Kommune. I kirken findes kalkmalerier fra omkring 1500-tallet.
Kirken er meget anselig og består af romansk kor og skib, gotisk tårn og våbenhus på sydsiden. Den romanske kirke er opført i granitkvadre på hulkelsokkel, på en stor kvader i nordsiden ses et trekantfelt. Den firkantede nord dør og et tilmuret romansk vindue er bevaret, men i øvrigt er murene stærkt omsatte, flere romanske vinduesoverliggere findes løst på kirkegården.
Koret har en gotisk hvælving, skibet et bjælkeloft. Det mægtige tårn med trappe ved nordvest hjørnet består forneden af granitkvadre, foroven af munkesten, men tårntoppen er ommuret (på tårnet står årstallet 1760). Under tårnrummets krydshvælving var tidligere indrettet en åben begravelse, hvorfra præstefamilierne Rafn og Berg kister blev nedgravet 1900.
Våbenhuset er af munkesten, til dels på granitsokkel, men er stærkt ommuret. I øst muren sidder to søjlebrudstykker af granit.
På korhvælvingen og på skibets nord væg findes interessante kalkmalerier fra omkring 1500 (rest af E. Rothe 1904), (Beckett. DK. født 325 – 417).
Altertavlen består af en ramme fra 1670, i hvis midte er anbragt et smukt udskåret felt fra 1400 tallet(gravlæggelsen). Tavlen er stafferet i 1722 af M.C.Thrane og resten sammen med epitafierne ved Nationalmuseum 1932. Romansk granitalter og døbefont.
Udskåren prædikestol fra 1618 med Mikkel Nielsen Tornekrans og Ide Bjørnsdatters fædrene og mødrene våben. I skibet et sengotisk krucifiks. Klokken (indtil 1836 i et træstillads på kirkegården) med indskrivelse i spejlskrift, er fra midten af 1400 tallet, på skibets syd væg et epitafium over præsten Jørgen Jensen Berg (død 1737) og hustru.

## Eksterne kilder og henvisninger
- Wikimedia Commons har flere filer relateret til Vrå Kirke
- Vrå Kirke Arkiveret 31. januar 2011 hos  Wayback Machine hos nordenskirker.dk
- Vrå Kirke hos KortTilKirken.dk